# Hate (groupe)
Pour les articles homonymes, voir Hate (homonymie).
 (juillet 2019).
Hate est un groupe de sludge metal américain originaire de Chicago, à Illinois formé en 2008. Au fil de sa carrière, le groupe a sorti 3 démos, une compilation, un EP ainsi que 2 splits.

## Membres

### Membres récents
- Eric Blum – voix
- Chris Lopinto – guitare
- Joe Boland – basse
- John Finaldi – batterie

### Ancien membre
- Jason Zdora – basse

## Discographie

### Démos
2008
- Demo I (auto-publié)
- Demo II (auto-publié)
- Demo III (auto-publié)

### EPs
- 2009 : Crimes (Vanthrax)

### Compilations
- 2009 : Demo Collection (auto-publié)

### Splits
- 2012 : Cyborg / Hate (split avec Cyborg, Vanthrax)
- 2013 : Bongripper // Hate (split avec Bongripper, The Great Barrier Records)